# Luís Figo
Luís Filipe Madeira Caeiro Figo (Almada, 4 de noviembre de 1972) es un exfutbolista portugués. Se desempeñó en la posición de interior o extremo derecho, jugando parte de su carrera deportiva en el F. C. Barcelona (1995-00), el Real Madrid C. F. (2000-05), el Inter de Milán (2005-09), además de la selección de fútbol de Portugal, siendo considerado como uno de los mejores futbolistas de su generación y de la historia de su país.
Formado en la cantera del Sporting, debutó en Primeira Liga con el conjunto lisboeta en 1990, fichando en 1995 por el Barcelona, en el que permaneció cinco temporadas, en las que logró dos ligas, dos copas del rey y dos títulos continentales. En el año 2000 se unió al Real Madrid, en un traspaso récord hasta esa fecha de 10 000 millones de pesetas (60 M€), convirtiéndose en el primero de los cuatro fichajes «galácticos», que realizó el presidente Florentino Pérez entre 2000 y 2003 (Figo, Zidane, Ronaldo y Beckham). Su palmarés con el Real Madrid, fue de dos Ligas, dos Supercopas de España, una Liga de Campeones, una Supercopa de Europa y una Copa Intercontinental, alcanzando a nivel individual el máximo reconocimiento con un «Balón de Oro» y un «FIFA World Player». Su último club como profesional fue el Inter de Milán (2005-2009), con el que logró cuatro «Scudetti» en sus cuatro temporadas como «nerazzurro».
Como internacional portugués, abanderó una exitosa generación de futbolistas conocida como la «Geração de ouro», que se proclamó campeona europea cadete en 1989 y campeona mundial juvenil en 1991. Con la selección portuguesa absoluta (1991-2006), de la que fue capitán, alcanzó el tercer puesto en la Eurocopa 2000, el subcampeonato en la Eurocopa 2004, y el cuarto puesto en la Copa del Mundo 2006.

## Trayectoria

### Inicios
Comenzó su carrera deportiva en el "Barrocas B", un modesto club del barrio de trabajadores donde nació. A los nueve años, ingresó en los infantiles del "Os Pastilhas", un equipo menor que debe su nombre a su patrocinador, una marca de pastillas digestivas. En 1985 firma su primer contrato profesional con el Sporting de Portugal, donde militó durante diez temporadas (1985-1995). En el verano de 1995 con apenas 22 años, varios clubes punteros de Europa se interesaron por el jugador, acabando finalmente en el Fútbol Club Barcelona, tras una duplicidad de contratos con dos equipos italianos, Parma y Juventus.

### F.C. Barcelona
En 1995 llega a Barcelona de la mano de Johan Cruyff, principal valedor de su fichaje, para reemplazar la marcha del hasta entonces ídolo de la afición, Michael Laudrup, quien abandonó la disciplina culé para incorporarse al Real Madrid. Con el Barcelona disputó cinco temporadas (1995-2000), llegando a ser segundo capitán del equipo tras Josep Guardiola. Ganó dos Ligas, dos Copas, una Supercopa de España, una Recopa de Europa y una Supercopa de Europa.
Desde su primera temporada 1995/96, es titular indiscutible. Ese primer año bajo las órdenes de Johan Cruyff, el equipo no logra ningún título, alcanzando las semifinales ante el Bayern en Copa de la UEFA, siendo subcampeones de Copa ante el Atlético de Madrid y terceros en una Liga que también ganarían los atléticos.
Tras esa primera temporada sin títulos, el club contrata al inglés Bobby Robson como entrenador para la temporada 1996/97. En el Campeonato Nacional de Liga, que esa temporada estrenaba el sobrenombre de «Liga de las Estrellas» por la llegada de importantes jugadores extranjeros fruto de la ley Bosman, acaban subcampeones, tras una disputada contienda ante el Real Madrid de Capello. Sin embargo, se alzaron con los títulos de copa nacional y continental, imponiéndose el Real Betis con dos goles de Figo (3-2), en la prórroga de la final de Copa de SM el Rey disputada en el Estadio Santiago Bernabéu y logrando en la final disputada ante el París SG (1-0), la Recopa de Europa.
En su tercera temporada 1997/98 y con el neerlandés Louis van Gaal en el banquillo, el Barça logra el «doblete» al ganar Liga y Copa, título este último que Figo recibió de manos del Rey de España. En las celebraciones de la Plaza Sant Jaume, el portugués se dirigió en los parlamentos desde el balcón del ayuntamiento a la afición congregada, entonando "Blancos, llorones, felicita a los campeones", en referencia al eterno rival. En competición europea, el Barça es eliminado en la fase de grupos de la Liga de Campeones.
La temporada 1998/99, el equipo revalida el título de Liga, pero vuelve a ser apeado en la fase de grupos de la Liga de Campeones por segundo año consecutivo. En la Copa, es eliminado en cuartos por el Valencia CF, a la postre campeón de la competición.
En su quinta y última temporada como culé, la 1999/2000, el Barça no consigue ningún título, tras acabar subcampeón de Liga y caer eliminado en las semifinales de Copa del Rey ante el Atlético de Madrid, y de Liga de Campeones ante el Valencia CF.

### Real Madrid
En el año 2000, Figo cambia de club y ficha por el Real Madrid, de la mano del vencedor de las elecciones a la presidencia Florentino Pérez, quien había hecho del portugués uno de sus grandes reclamos electorales, pagando la cláusula de rescisión del jugador. El 25 de julio, fue presentado en la sala de trofeos del Estadio Santiago Bernabéu con el club de la capital, convirtiéndose en el traspaso más caro de la historia hasta esa fecha (10.270 millones de pesetas, 61 millones de €), cantidad que el FC Barcelona del recién elegido presidente Joan Gaspart, invierte en los fichajes de los jugadores del Arsenal Marc Overmars y Emmanuel Petit. Muchos culés consideraron (y siguen considerando) "alta traición" que Figo se pasara al eterno rival, al tratarse además de uno de los jugadores más emblemáticos de la plantilla azulgrana, repitiéndose el caso seis años después tras el danés Michael Laudrup.
Con la llegada del portugués al club, se da inició a la política de fichar cada temporada a un crack mundial. Figo se convirtió en el primero de los cuatro fichajes «galácticos» (Figo, Zidane, Ronaldo y Beckham), término acuñado por la prensa para referirse a ese equipo compuesto por algunas de las grandes estrellas del fútbol del momento. Su palmarés con el Real Madrid, fue de dos Ligas, dos Supercopas de España, una Liga de Campeones, una Supercopa de Europa y una Copa Intercontinental, alcanzando a nivel individual el máximo reconocimiento con un «Balón de Oro» y un «FIFA World Player».
Figo es el primer gran fichaje de Florentino Pérez, recién vencedor de las elecciones de 2000. El presidente, que hereda una plantilla vigente campeona de Europa y una institución distinguida por la FIFA ese mismo año 2000, como «Mejor Club del siglo XX», acomete una remodelación de la plantilla, en la que abandonaron el club destacados jugadores como Fernando Redondo o Nicolas Anelka, para sufragar las nuevas incorporaciones.
En su primera temporada como madridista 2000/01, Figo ganó el Campeonato Nacional de Liga, alcanzó las semifinales en Liga de Campeones y, a mitad de la misma, recibió el «Balón de Oro», siendo homenajeado en el Bernabéu, por un inmenso mosaico de cartulinas doradas. Ese año se convierte junto a su compañero Raúl, en el referente ofensivo del equipo, convirtiéndose Raúl es máximo goleador de la Liga con 24 tantos, gracias en gran parte a las asistencias del portugués. En su primera visita al Camp Nou con la camiseta del Real Madrid y en un clima de hostilidad alimentado por la prensa barcelonesa, es objeto de una monumental pitada a su entrada al campo, por parte de los casi 100.000 espectadores del estadio azulgrana.
En la temporada 2001/02, marcada por el centenario del club madridista, Figo ganó el gran trofeo que le faltaba en su palmarés, al proclamarse campeón de Europa con el Real Madrid y es nombrado por la FIFA «Mejor Jugador Mundial» por delante de David Beckham y su compañero Raúl González, mientras que queda sexto en el Balón de Oro. Sin embargo, es una campaña en la que su rendimiento se ve mermado por sus continuos problemas de tobillo, a raíz de la primera lesión grave de su carrera, producida el 19 de febrero en partido de Liga de Campeones ante el Oporto. Esta lesión se vio agravada, por haber forzado para disputar la final de Copa del 6 de marzo en el Bernabéu. Debido a esto no pudo participar en las dos visitas del Real Madrid al Camp Nou: el empate en el clásico del 16 de marzo en Liga y la victoria del 23 de abril en semifinales de Liga de Campeones por 0–2. Figo se recuperó a tiempo para ser titular en la final de Glasgow del 15 de mayo ante el Bayer Leverkusen, alzándose con su primera Copa de Europa y la «Novena» para el club.
La temporada 2002/03, es su mejor año como madridista. En un equipo lleno de estrellas como Raúl, Zinedine Zidane, Ronaldo y Roberto Carlos, alcanza por primera vez la cifra de diez goles y logra ser el máximo asistente del equipo. El Real Madrid se proclama campeón de Liga, de la Supercopa de Europa y la Copa Intercontinental. En Liga de Campeones, el equipo alcanzó por cuarto año consecutivo las semifinales de la competición, siendo eliminados por la Juventus de Turín, donde en la vuelta disputada en Delle Alpi, Figo marró un penalti determinante en el 67', que dejó al conjunto madridista a un gol del pase a la final de Old Trafford.
En el clásico liguero del 23 de noviembre de 2002 en el Camp Nou, Figo es objeto de fuertes protestas, pitadas e insultos por parte de los seguidores azulgrana, que le recibían por segunda vez tras fichar por el Real Madrid. A falta de 15 minutos para el final del partido, los asistentes al partido lanzan objetos a Figo –botella de whisky y cabeza de cochinillo entre otros–, aunque sin llegar a alcanzarle, cuando iba a sacar un córner. El árbitro tuvo que interrumpir el partido, que acabó sin goles. El Barcelona fue multado con dos partidos de cierre del estadio, aunque finalmente la federación eximió su cumplimiento.
En la temporada 2003/04 y con el portugués Carlos Queiroz en sustitución de Del Bosque, llega al Real Madrid el cuarto «galáctico», el centrocampista inglés David Beckham, que es desplazado al mediocentro, manteniendo Figo su titularidad en la banda derecha y completando a nivel individual, una de sus mejores temporadas como madridista.
El equipo comienza la temporada proclamándose campeón de la Supercopa de España y completando hasta marzo de 2004, una impecable campaña, exhibiendo un gran nivel de juego, que les colocó líderes en Liga, clasificados para los cuartos de Liga de Campeones tras eliminar en octavos al Bayern de Múnich y finalistas de la Copa del Rey. Es a raíz de esa final de Copa, disputada en el Estadio Olímpico de Montjuïc de Barcelona ante el Real Zaragoza, que el Real pierde en la prórroga 2–3 y tras la eliminatoria de cuartos de final de Liga de Campeones ante el A.S. Mónaco, en la que el Madrid cae eliminado en la vuelta disputada en Montercarlo por 3–1, no pudiendo mantener la ventaja del resultado de ida de 4–2, cuando el equipo inicia un declive que se alarga hasta final de temporada. El Madrid de Queiroz también sucumbió en un campeonato liguero que lideró hasta la jornada 31 y que terminó conquistando el Valencia C. F., al sumar el conjunto blanco tan solo 11 de los 36 puntos, de las últimas 12 jornadas.
La temporada 2004/05, en la que Figo disputa su quinta y última temporada como jugador blanco, el equipo entra en una vorágine de cambios de entrenador tras la temprana dimisión de Camacho, la interinidad de García Remón y el tercer cambio con Luxemburgo. Es precisamente con el entrenador brasileño, con el que Figo es desplazando a la mediapunta y posteriormente relegado al banquillo, para dar entrada a un tercer delantero, el inglés Michael Owen, completando la tripleta con Ronaldo y Raúl. La situación se hace insostenible tras su suplencia en el «clásico» del 11 de abril disputado en el Bernabéu, tras el que el entrenador defiende su decisión como una de las claves para la apabullante victoria por 4–2 ante el Barcelona.
Tras cinco temporadas en la capital de España, el futbolista de 32 años tenía aún un año más de contrato con el club blanco, que le dio la carta de libertad para que pudiera negociar con algún equipo un contrato más largo, ya que no pensaba renovarle al no entrar en los planes de Luxemburgo.

### FC Internazionale Milano
En agosto de 2005 convirtiéndose en el primero de los «galácticos» en abandonar el club. Con el Inter ganó cuatro «Scudetti» consecutivos en las cuatro temporadas que permaneció en el club lombardo, hasta su retirada en 2009 con 37 años.

## Selección nacional

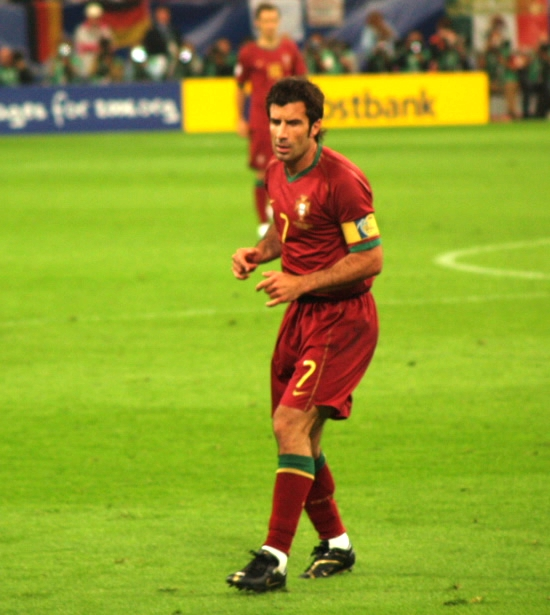
Figo con Portugal en el Mundial 2006.

### Categorías inferiores
La trayectoria de Figo como internacional, comenzó en las categorías inferiores de Portugal, con las que disputó un total de 61 encuentros y anotó 18 goles. Abanderó una exitosa generación de futbolistas conocida como la «Geração de ouro», al proclamarse campeona de Europa sub-16 en 1989 y campeona mundial juvenil en 1991, aunque no consiguieron ningún título en categoría absoluta.

### Selección absoluta
Meses después de proclamarse campeón mundial juvenil, hizo su debut con la selección absoluta con apenas 18 años, el 16 de octubre de 1991, en un amistoso ante Luxemburgo.
La primera fase final que disputó con Portugal, fue la de la Eurocopa 1996 disputaba en Inglaterra, en la que fue eliminada en cuartos de final por la República Checa de Berger, Nedved y Poborský.
Portugal no logró la clasificación para la Copa Mundial de Fútbol de 1998, en Francia. Dos años más tarde, Figo formó parte junto a jugadores como Vitor Baia (capitán), Fernando Couto o Rui Costa, de la selección lusa que disputó la fase final de la Eurocopa 2000, en la que quedaron apeados por la Francia de Zidane en semifinales.
El 18 de febrero de 2004, Figo alcanzó las 100 internacionalidades en un amistoso ante Inglaterra (1-1), disputado en el Estádio Algarve. En la Eurocopa 2004, que la selección portuguesa disputaba como anfitriona, capitaneó como titular al equipo hasta la final de Lisboa, en la que Portugal cayó derrotada contra pronóstico 0-1 ante Grecia.
Figo disputó dos Mundiales, el Mundial de Corea-Japón 2002 en el que fueron eliminados en primera ronda y el Mundial de Alemania 2006, su último torneo como internacional, en el que alcanzaron las semifinales, finalizando en cuarta posición. El 8 de julio de 2006 ante Alemania, disputó su último encuentro internacional, totalizando 127 internacionalidades y 32 goles.

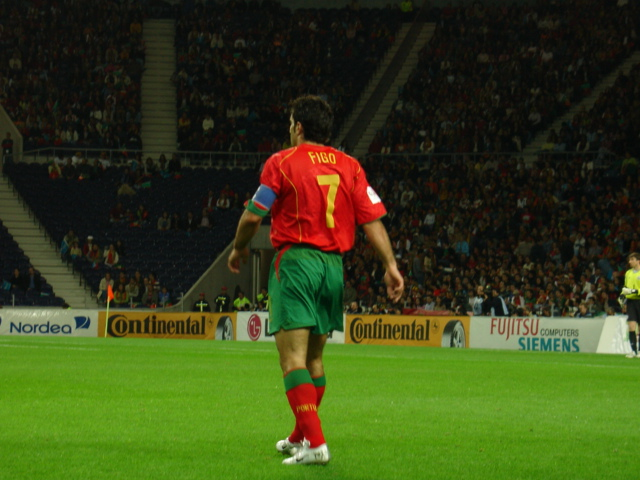
Figo con Portugal en 2005.

#### Participaciones en fases finales
| Torneo                 | Sede                   | Resultado              | Partidos | Goles | Asist. |
| ---------------------- | ---------------------- | ---------------------- | -------- | ----- | ------ |
| Eurocopa 1996          | Inglaterra             | Cuartos de final       | 4        | 1     | 0      |
| Eurocopa 2000          | Bélgica y Países Bajos | Semifinales            | 4        | 1     | 3      |
| Copa del Mundo 2002    | Corea del Sur y Japón  | Primera fase           | 3        | 0     | 1      |
| Eurocopa 2004          | Portugal               | Subcampeón             | 2        | 0     | 2      |
| Copa del Mundo 2006    | Alemania               | Cuarto lugar           | 7        | 0     | 4      |
| Total en fases finales | Total en fases finales | Total en fases finales | 24       | 2     | 10     |

## Vida privada
Nació el 4 de noviembre de 1972 en Lisboa transcurriendo su infancia en la freguesia de Cova da Piedade, municipio de Almada, en los suburbios de Lisboa. Es hijo único del matrimonio compuesto por Antonio Caeiro Figo y María Joana Pestana Madeira. Está casado desde 2001 con la modelo sueca Helen Svedin, con la que tiene tres hijas.
Es consejero y embajador de la UEFA desde 2017, y ha sido anfitrión de eventos como la final de Liga de Campeones de 2014 disputada en Lisboa, o embajador de la Candidatura Ibérica para el Mundial 2018.
A su vez Figo es el principal propietario de la empresa Damash Minerals (a través del grupo Damash Assets) que explota minas de oro en Senegal y la República de Guinea.
En 2012 fue condenado a pagar 2,4 millones de Euros a la Hacienda española por defraudar en sus declaraciones de IRPF durante su época en el FC.Barcelona.
El 15 de febrero de 2021 se anunció el fallecimiento de su madre Maria Joana Caeiro.

## Estadísticas

### Clubes
Actualizado a fin de carrera deportiva.
| Sporting C. P. Portugal | 1989-90       | 1.ª           | 3   | —  | —   | —  | —  | —  | —   | —  | —  | 3   | 0   | 0   | 0    |
| Sporting C. P. Portugal | 1990-91       | 1.ª           | —   | —  | —   | —  | —  | —  | —   | —  | —  | 0   | 0   | 0   | 0    |
| Sporting C. P. Portugal | 1991-92       | 1.ª           | 34  | 1  | 13  | 2  | —  | —  | 2   | —  | —  | 38  | 1   | 13  | 0,03 |
| Sporting C. P. Portugal | 1992-93       | 1.ª           | 32  | —  | 7   | 5  | —  | 2  | 2   | —  | 1  | 39  | 0   | 10  | 0    |
| Sporting C. P. Portugal | 1993-94       | 1.ª           | 31  | 8  | 10  | 6  | 3  | 2  | 5   | —  | 1  | 42  | 11  | 13  | 0,26 |
| Sporting C. P. Portugal | 1994-95       | 1.ª           | 29  | 7  | 12  | 5  | 4  | 5  | 2   | —  | —  | 36  | 11  | 17  | 0,31 |
| Sporting C. P. Portugal | Total club    | Total club    | 129 | 16 | 42  | 18 | 7  | 9  | 11  | 0  | 2  | 158 | 23  | 53  | 0,15 |
| F. C. Barcelona · España | 1995-96       | 1.ª           | 35  | 5  | 9   | 7  | —  | 1  | 10  | 3  | 1  | 52  | 8   | 11  | 0,15 |
| F. C. Barcelona · España | 1996-97       | 1.ª           | 36  | 4  | 11  | 6  | 3  | 2  | 8   | 1  | 2  | 50  | 8   | 15  | 0,16 |
| F. C. Barcelona · España | 1997-98       | 1.ª           | 35  | 5  | 11  | 7  | 1  | 1  | 9   | 1  | 2  | 51  | 7   | 14  | 0,14 |
| F. C. Barcelona · España | 1998-99       | 1.ª           | 34  | 7  | 16  | 5  | —  | 1  | 6   | 1  | 1  | 45  | 8   | 18  | 0,18 |
| F. C. Barcelona · España | 1999-00       | 1.ª           | 32  | 9  | 10  | 6  | —  | 2  | 13  | 5  | 10 | 51  | 14  | 22  | 0,27 |
| F. C. Barcelona · España | Total club    | Total club    | 172 | 30 | 57  | 31 | 4  | 7  | 46  | 11 | 16 | 249 | 45  | 80  | 0,18 |
| Real Madrid C. F. · España | 2000-01       | 1.ª           | 34  | 9  | 19  | —  | —  | —  | 16  | 5  | 6  | 50  | 14  | 25  | 0,28 |
| Real Madrid C. F. · España | 2001-02       | 1.ª           | 28  | 7  | 7   | 8  | 1  | 2  | 11  | 3  | 1  | 47  | 11  | 10  | 0,23 |
| Real Madrid C. F. · España | 2002-03       | 1.ª           | 33  | 10 | 13  | 1  | —  | —  | 17  | 2  | 4  | 51  | 12  | 17  | 0,24 |
| Real Madrid C. F. · España | 2003-04       | 1.ª           | 36  | 8  | 10  | 8  | 3  | 1  | 10  | 2  | 3  | 54  | 13  | 14  | 0,24 |
| Real Madrid C. F. · España | 2004-05       | 1.ª           | 33  | 8  | 4   | 1  | —  | —  | 10  | 4  | 6  | 43  | 7   | 10  | 0,16 |
| Real Madrid C. F. · España | Total club    | Total club    | 164 | 37 | 53  | 17 | 4  | 3  | 64  | 16 | 20 | 245 | 57  | 76  | 0,23 |
| F. C. Internazionale · Italia | 2005-06       | 1.ª           | 34  | 5  | 7   | 3  | —  | —  | 8   | 1  | 1  | 45  | 6   | 8   | 0,13 |
| F. C. Internazionale · Italia | 2006-07       | 1.ª           | 32  | 2  | 8   | 8  | 1  | 2  | 7   | —  | —  | 47  | 3   | 10  | 0,06 |
| F. C. Internazionale · Italia | 2007-08       | 1.ª           | 17  | 1  | 6   | 2  | —  | —  | 3   | —  | 2  | 22  | 1   | 8   | 0,05 |
| F. C. Internazionale · Italia | 2008-09       | 1.ª           | 22  | 1  | 3   | 1  | —  | —  | 3   | —  | —  | 26  | 1   | 3   | 0,04 |
| F. C. Internazionale · Italia | Total club    | Total club    | 105 | 9  | 24  | 14 | 1  | 2  | 21  | 1  | 3  | 140 | 11  | 29  | 0,08 |
| Total carrera | Total carrera | Total carrera | 570 | 92 | 176 | 80 | 16 | 21 | 142 | 28 | 41 | 792 | 136 | 238 | 0,17 |
| (1) Incluye datos de la Taça de Honra / Taça de Portugal (1990-95); Supercopa de España (1996-03); Copa del Rey (1996-04); Coppa Italia / Supercopa de Italia (2006-08). (2) Incluye datos de la Copa de la UEFA (1991-96); Recopa de Europa (1996-97); Supercopa de Europa (1998-02); Copa Intercontinental (2000-02); Liga de Campeones (1997-09). (3) Media de goles por encuentro. No incluye goles en partidos amistosos. |               |               |     |    |     |    |    |    |     |    |    |     |     |     |      |

### Selecciones
Actualizado a fin de carrera deportiva.
| Selección | Temporada     | Amistosos | Amistosos | Amistosos | Europa(1) | Europa(1) | Europa(1) | Mundial | Mundial | Mundial | Total | Total | Total  | Media goleadora |
| Selección | Temporada     | Part.     | Goles     | Asist.    | Part.     | Goles     | Asist.    | Part.   | Goles   | Asist.  | Part. | Goles | Asist. | Media goleadora |
| --- | ------------- | --------- | --------- | --------- | --------- | --------- | --------- | ------- | ------- | ------- | ----- | ----- | ------ | --------------- |
| Sub-16 Portugal | 1988          | 4         | 3         | 3         | —         | —         | —         | —       | —       | —       | 4     | 3     | 3      | 0,75            |
| Sub-16 Portugal | 1989          | 5         | 2         | 7         | 6         | 3         | 8         | —       | —       | —       | 11    | 5     | 15     | 0,45            |
| Sub-16 Portugal | Total         | 9         | 5         | 10        | 6         | 3         | 8         | 0       | 0       | 0       | 15    | 8     | 18     | 0,53            |
| Sub-17 Portugal | 1989          | —         | —         | —         | —         | —         | —         | 6       | 2       | 4       | 6     | 2     | 4      | 0,33            |
| Sub-17 Portugal | Total         | 0         | 0         | 0         | 0         | 0         | 0         | 6       | 2       | 4       | 6     | 2     | 4      | 0,33            |
| Sub-18 Portugal | 1988          | 1         | -         | 1         | —         | —         | —         | —       | —       | —       | 1     | 0     | 1      | 0               |
| Sub-18 Portugal | 1989          | 8         | 3         | 3         | 5         | 2         | 4         | —       | —       | —       | 13    | 5     | 7      | 0,38            |
| Sub-18 Portugal | 1990          | 4         | 2         | 3         | 3         | 1         | 1         | —       | —       | —       | 7     | 3     | 4      | 0,43            |
| Sub-18 Portugal | Total         | 13        | 5         | 7         | 8         | 3         | 5         | 0       | 0       | 0       | 21    | 8     | 12     | 0,38            |
| Sub-20 Portugal | 1990          | 1         | -         | -         | —         | —         | —         | —       | —       | —       | 1     | 0     | 0      | 0               |
| Sub-20 Portugal | 1991          | 5         | -         | 3         | —         | —         | —         | 6       | -       | 1       | 11    | 0     | 4      | 0               |
| Sub-20 Portugal | Total         | 6         | 0         | 3         | 0         | 0         | 0         | 6       | 0       | 1       | 12    | 0     | 4      | 0               |
| Sub-21 Portugal | 1991          | —         | —         | —         | 2         | -         | 1         | —       | —       | —       | 2     | 0     | 1      | 0               |
| Sub-21 Portugal | 1993          | —         | —         | —         | 2         | -         | 2         | —       | —       | —       | 2     | 0     | 2      | 0               |
| Sub-21 Portugal | 1994          | —         | —         | —         | 3         | -         | 2         | —       | —       | —       | 3     | 0     | 2      | 0               |
| Sub-21 Portugal | Total         | 0         | 0         | 0         | 7         | 0         | 5         | 0       | 0       | 0       | 7     | 0     | 5      | 0               |
| Absoluta Portugal | 1991          | 1         | -         | -         | 2         | -         | -         | —       | —       | —       | 3     | 0     | 0      | 0               |
| Absoluta Portugal | 1992          | 6         | 1         | -         | 1         | -         | -         | —       | —       | —       | 7     | 1     | 0      | 0,14            |
| Absoluta Portugal | 1993          | 1         | -         | 1         | 4         | -         | 1         | —       | —       | —       | 5     | 0     | 2      | 0               |
| Absoluta Portugal | 1994          | 1         | -         | -         | 4         | 2         | 4         | —       | —       | —       | 5     | 2     | 4      | 0,40            |
| Absoluta Portugal | 1995          | 1         | -         | -         | 5         | 1         | 1         | —       | —       | —       | 6     | 1     | 1      | 0,17            |
| Absoluta Portugal | 1996          | 1         | -         | -         | 8         | 2         | 2         | —       | —       | —       | 9     | 2     | 2      | 0,22            |
| Absoluta Portugal | 1997          | 2         | -         | -         | 5         | 2         | 1         | —       | —       | —       | 7     | 2     | 1      | 0,29            |
| Absoluta Portugal | 1998          | 3         | -         | -         | 3         | -         | -         | —       | —       | —       | 6     | 0     | 0      | 0               |
| Absoluta Portugal | 1999          | 2         | 1         | -         | 7         | 3         | 6         | —       | —       | —       | 9     | 4     | 6      | 0,44            |
| Absoluta Portugal | 2000          | 6         | 4         | 1         | 7         | 2         | 4         | —       | —       | —       | 13    | 6     | 5      | 0,46            |
| Absoluta Portugal | 2001          | 3         | 4         | -         | 6         | 5         | 3         | —       | —       | —       | 9     | 9     | 3      | 1,00            |
| Absoluta Portugal | 2002          | 7         | -         | 2         | —         | —         | —         | 3       | -       | 1       | 10    | 0     | 3      | 0               |
| Absoluta Portugal | 2003          | 10        | 3         | 3         | —         | —         | —         | —       | —       | —       | 10    | 3     | 3      | 0,30            |
| Absoluta Portugal | 2004          | 5         | 1         | 2         | 6         | -         | 2         | —       | —       | —       | 11    | 1     | 4      | 0,09            |
| Absoluta Portugal | 2005          | 1         | -         | 1         | 6         | -         | 5         | —       | —       | —       | 7     | 0     | 6      | 0               |
| Absoluta Portugal | 2006          | 3         | 1         | 2         | —         | —         | —         | 7       | -       | 3       | 10    | 1     | 5      | 0,10            |
| Absoluta Portugal | Total         | 53        | 15        | 12        | 64        | 17        | 29        | 10      | 0       | 4       | 127   | 32    | 45     | 0,25            |
| Total carrera | Total carrera | 81        | 25        | 32        | 85        | 23        | 47        | 22      | 2       | 9       | 188   | 50    | 88     | 0,27            |
| (1) Incluye los partidos de la Eurocopa Sub-16 (1989); Eurocopa Sub-18 (1989-90); Eurocopa Sub-21 (1991-94); Eurocopa / Clasificatorias Europeas (1991-05). |               |           |           |           |           |           |           |         |         |         |       |       |        |                 |

### Resumen estadístico
| Competición           | Partidos | Goles | Promedio | Asistencias | Promedio | Goles y asistencias | Promedio |
| --------------------- | -------- | ----- | -------- | ----------- | -------- | ------------------- | -------- |
| Primera División      | 570      | 93    | 0,16     | 176         | 0,31     | 269                 | 0,47     |
| Copas nacionales      | 83       | 16    | 0,19     | 21          | 0,25     | 37                  | 0,45     |
| Copas internacionales | 142      | 28    | 0,20     | 41          | 0,29     | 69                  | 0,49     |
| Selección Absoluta    | 127      | 32    | 0,25     | 45          | 0,35     | 77                  | 0,61     |
| Selección Sub-21      | 7        | 0     | 0,00     | 5           | 0,71     | 5                   | 0,71     |
| Selección Sub-20      | 12       | 0     | 0,00     | 4           | 0,33     | 4                   | 0,33     |
| Selección Sub-18      | 21       | 8     | 0,38     | 12          | 0,57     | 20                  | 0,95     |
| Selección Sub-17      | 6        | 2     | 0,33     | 4           | 0,67     | 6                   | 1,00     |
| Selección Sub-16      | 15       | 8     | 0,53     | 18          | 0,20     | 26                  | 1,73     |
| Total                 | 983      | 187   | 0,19     | 326         | 0,33     | 513                 | 0,52     |

### Hat-tricks
| 1 | 14 de agosto de 2001 | São Luís, Faro | Portugal - Moldavia |  | 3 - 0 | Amistoso |

## Palmarés

### Títulos nacionales
| Título                     | Club                 | Año  |
| -------------------------- | -------------------- | ---- |
| Copa de Portugal           | S. C. Portugal       | 1995 |
| Supercopa de España        | F. C. Barcelona      | 1996 |
| Copa del Rey               | F. C. Barcelona      | 1997 |
| Primera División de España | F. C. Barcelona      | 1998 |
| Copa del Rey               | F. C. Barcelona      | 1998 |
| Primera División de España | F. C. Barcelona      | 1999 |
| Primera División de España | Real Madrid C. F.    | 2001 |
| Supercopa de España        | Real Madrid C. F.    | 2001 |
| Primera División de España | Real Madrid C. F.    | 2003 |
| Supercopa de España        | Real Madrid C. F.    | 2003 |
| Supercopa de Italia        | F. C. Internazionale | 2005 |
| Serie A                    | F. C. Internazionale | 2006 |
| Copa Italia                | F. C. Internazionale | 2006 |
| Supercopa de Italia        | F. C. Internazionale | 2006 |
| Serie A                    | F. C. Internazionale | 2007 |
| Serie A                    | F. C. Internazionale | 2008 |
| Supercopa de Italia        | F. C. Internazionale | 2008 |
| Serie A                    | F. C. Internazionale | 2009 |

### Títulos internacionales
| Título                | Equipo            | Sede      | Año  |
| --------------------- | ----------------- | --------- | ---- |
| Eurocopa Sub-16       | Portugal (sub-16) | Dinamarca | 1989 |
| Mundial Sub-20        | Portugal (sub-20) | Portugal  | 1991 |
|                       |                   |           |      |
| Recopa de Europa      | F. C. Barcelona   | Rotterdam | 1997 |
| Supercopa de Europa   | F. C. Barcelona   | Dortmund  | 1997 |
| Liga de Campeones     | Real Madrid C. F. | Glasgow   | 2002 |
| Supercopa de Europa   | Real Madrid C. F. | Mónaco    | 2002 |
| Copa Intercontinental | Real Madrid C. F. | Yokohama  | 2002 |

### Distinciones individuales
| Distinción                                                 | Año                                |
| ---------------------------------------------------------- | ---------------------------------- |
| Balón de Oro                                               | 2000                               |
| Jugador Mundial de la FIFA                                 | 2001                               |
| Mejor Jugador del Mundo World Soccer                       | 2000                               |
| Futbolista Portugués del año                               | 1995, 1996, 1997, 1998, 1999, 2000 |
| Premio Don Balón al mejor futbolista extranjero de La Liga | 1999, 2000, 2001                   |
| Equipo del año ESM en Europa                               | 1998, 2000                         |
| Equipo del Torneo de la Eurocopa                           | 2000, 2004                         |
| Equipo del año UEFA                                        | 2003                               |
| Equipo de las Estrellas de la Copa del Mundo               | 2006                               |
| Futbolista FIFA 100                                        | 2004                               |

| Predecesor: Rivaldo | Balón de Oro 2000 | Sucesor: Michael Owen |

## Condecoraciones
| Distinción                                                                       | Año  |
| -------------------------------------------------------------------------------- | ---- |
| Oficial de la Orden del Infante Don Enrique                                      | 2004 |
| Medalla al mérito de la Orden de Nuestra Señora de la Concepción de Villaviciosa | 2006 |